# 網干警察署
網干警察署（あぼしけいさつしょ）は、兵庫県警察が管轄する警察署の一つ。姫路市南西部を所轄する。管轄人口は約10万。平成27年3月2日に姫路警察署・網干警察署・飾磨警察署の再編が行われ、人員の移動と管轄区域の変更が行われた。

## 所在地
- 兵庫県姫路市網干区新在家1336番地の6

## 管轄区域
- 姫路市網干区、大津区、勝原区、余部区、広畑区

## 交番
全て、姫路市内に所在している。
- 新在家交番 （網干区垣内中町）
- 本町交番 （網干区新在家）
- 浜田交番 （網干区浜田）
- 吉美交番 （大津区吉美）
- 網干駅前交番 （網干区和久）
- 東芝前交番 （余部区上余部）
- 勝原交番 （勝原区山戸）
- 天満交番 （大津区大津町）
- 広畑交番　(広畑区)
- 八幡交番　(広畑区)

## 駐在所
なし

## 交通
- 山陽電鉄 網干駅から南東へ約500m